# Müsavat Partiyası

Historische Flagge der Partei Müsavat

Die Gleichheitspartei, auch Müsawat (aserbaidschanisch Müsavat Partiyası), ist die älteste aserbaidschanische politische Partei. Sie existierte zuerst von 1911 bis 1923 und führte die 1918–1920 bestehende Demokratische Republik Aserbaidschan, 1989 wurde die Müsawat neu gegründet. Seit 2010 erhält sie als Oppositionspartei keine Sitze mehr. Der derzeitige Vorsitzende ist Arif Hacılı. Die Ideologie ist der Liberalismus, die Müsawat orientiert sich an der Mitte des Parteienspektrums. Bei der letzten Parlamentswahl in Aserbaidschan gingen nur noch wenige Mandate an die Partei „Müsawat“.

## Inhaltliches Profil

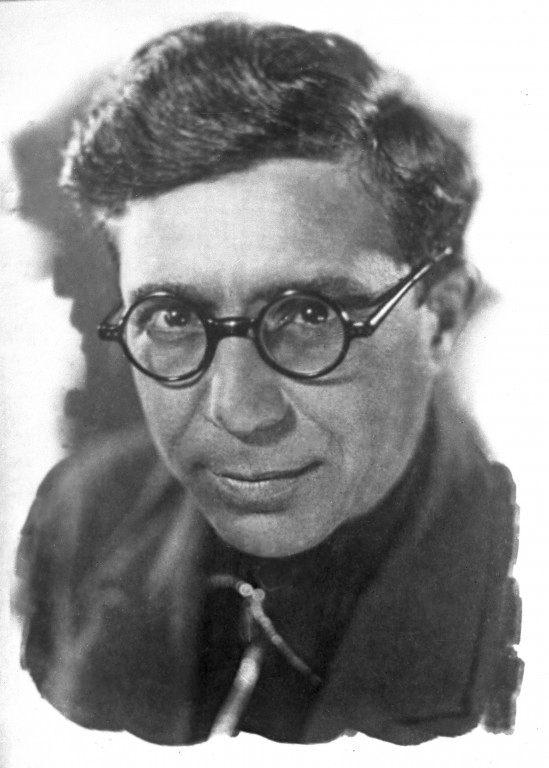
Der Poet und Drehbuchautor Cəfər Cabbarlı arbeitete im Untergrund für die Müsawat

Das anfängliche Programm der Partei war und ist insbesondere an die Volksgruppe der Aserbaidschaner und an die Muslime gerichtet:
1. Die Einheit aller Muslime ungeachtet der Nationalität
2. Wiederherstellung der Unabhängigkeit aller muslimischen Nationen
3. Ausweitung der materiellen und moralischen Hilfe an alle muslimischen Nationen, die für ihre Unabhängigkeit kämpfen
4. Beihilfe für alle Muslime und islamische Staaten
5. Die Zerstörung aller Barrieren, die die Ausbreitung der oben erwähnten Ideen verhindern
6. Die Entwicklung von Kontakt mit anderen Parteien, die nach Fortschritt der Muslime streben
7. Gegebenenfalls die Entwicklung von Kontakt and Meinungsaustausch mit anderen Parteien, die als Absicht das Wohlergehen des Menschentums haben
8. Im Allgemeinen die Verschärfung der Mühe für die Existenz aller Muslime und die Weiterentwicklung des Verkehrs, des Handels und der Wirtschaft unter ihnen

## Geschichte
Die Müsavat-Partei wurde 1911 in Baku im damaligen Russischen Reich unter dem Namen Muslimische Demokratische Gleichheitspartei gegründet. Die Initiative zur Gründung der Partei kam von Məhəmməd Əmin Rəsulzadə, welcher jedoch im Exil in Istanbul lebte.
Vor dem Ersten Weltkrieg hatte die Partei eine geringe Mitgliederzahl und agierte vom Untergrund aus. Obwohl die Partei pantürkisch ausgerichtet war, unterstützte die Partei das Zarenregime im Ersten Weltkrieg.
Nach dem Zerfall der Zarenregierung und der Gründung der Aserbaidschanischen Demokratischen Republik war die Müsawat die dominierende politische Partei im neuen unabhängigen Staat. Allerdings war die Partei zu diesem Zeitpunkt eher nationalistisch, sozialistisch und säkular ausgerichtet. So wurde Aserbaidschan 1919 der erste islamisch geprägte Staat, der das Frauenwahlrecht einführte.
In der Zeit, als Aserbaidschan in die Transkaukasische Sozialistische Föderative Sowjetrepublik eingegliedert wurde, mussten die führenden Parteianhänger ins Exil und vom Ausland aus agieren. In der Aserbaidschanischen Sozialistischen Sowjetrepublik hatte sie praktisch keine Bedeutung mehr und war verboten. 1989 wurde von aserbaidschanischen Intellektuellen die Neue Müsawat gegründet, im November 1992 fusionierte die mit der Exilpartei.